# Empecta squamifera
Empecta squamifera är en skalbaggsart som beskrevs av Blanchard 1851. Empecta squamifera ingår i släktet Empecta och familjen Melolonthidae. Inga underarter finns listade i Catalogue of Life.